# 金枝篇

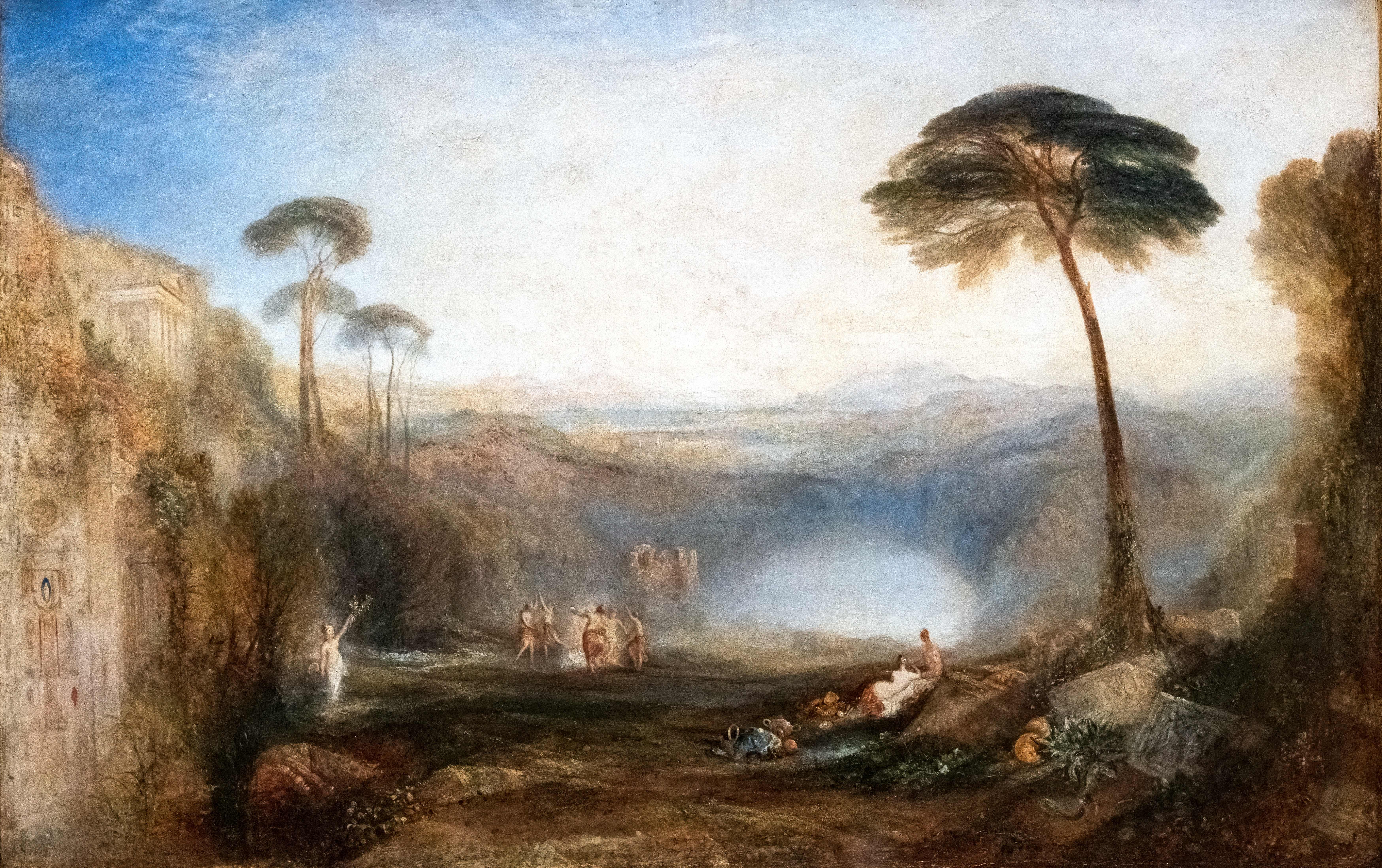
『金枝』（J.M.W. Turner）、アイネイアス神話の一場面。『金枝篇』の口絵として用いられた。

『金枝篇』（きんしへん、英: The Golden Bough）はイギリスの社会人類学者ジェームズ・フレイザーによって著された未開社会の神話・呪術・信仰に関する集成的研究書である。金枝とはヤドリギのことで、この書を書いた発端が、イタリアのネーミにおける宿り木信仰、「祭司殺し」の謎に発していることから採られた。完成までに40年以上かかり、フレイザーの半生を費やした全13巻から成る大著である。

## 出版
フレイザーは人類学者エドワード・バーネット・タイラーの著作に影響を受けて本格的に宗教学や民俗学・神話学を研究するようになり、その成果として1890年に2巻本の『金枝篇』初版を刊行した。その後も増補が繰り返され、1900年には3巻本の第二版、1911年に決定版として第三版が11巻本としてまとめられた。しかしその後にも研究は続けられており、更に1914年には索引・文献目録、1936年には補遺が追加され、この2巻を合わせた全13巻の決定版が完成した。
この著書はあまりにも大部で分量が多すぎるため、一般読者にも広く読まれることを望んだフレイザー自身によって、1922年に理論面の記述を残して膨大な例証や参考文献を省略した全1巻の簡約本が刊行されている。

## 内容・評価
本書にはヨーロッパのみならずアジア、アフリカ、アメリカなど世界各地で見られる様々な魔術・呪術、タブー、慣習など、フレイザーが史料や古典記録、あるいは口伝から収集した夥しい例が示されている。未開社会における精霊信仰、宗教的権威を持つ王が弱体化すればそれを殺し新たな王を戴く「王殺し」の風習や類感呪術、感染呪術などの信仰の神話的背景を探った民俗学・神話学・宗教学の基本書として高く評価される。
フレイザーの研究姿勢は書斎における文献調査による事例収集が中心であったため、実際に現地に入り混じって人類学などの研究に従事するフィールドワーク研究者からは、「書斎の学問」「安楽椅子の人類学」として批判を浴びている。また、未開社会と文明社会の間に序列を設けるような文化進化論的思考法も時代的制約とはいえ批判の対象となっている。しかしながら、古代信仰・呪術に関するこれだけの膨大な事例を広く蒐集・総合した例は他にほとんど絶無であり、それだけでも非常に高い資料的価値を持つ。
後世のフィクション作品にも影響を与えており、ジョージ・ルーカスが『スター・ウォーズ』の世界観を構築する際に『千の顔を持つ英雄』と共に参考にしたといわれている。また、映画『地獄の黙示録』でカーツ大佐（マーロン・ブランド）の愛読書として映るシーンがある。

## 金枝
イタリアのネーミの村には、ネーミの湖と呼ばれる聖なる湖と、切り立った崖の真下にあるアリキアの木立とよばれる聖なる木立があり、木立には聖なる樹（ヤドリギ）が生えていた。この樹の枝（金枝）は誰も折ってはならないとされていたが、例外的に逃亡奴隷だけは折る事が許されていた。
ディアナ・ネモレンシス（森のディアナ）神をたたえたこれらの聖所には、「森の王（レックス・ネモレンシス）」と呼ばれる祭司がいた。逃亡奴隷だけがこの職につく事ができるが、「森の王」になるには二つの条件を満たさねばならなかった。第一の条件は金枝を持ってくる事であり、第二の条件は現在の「森の王」を殺す事である。

## 日本語訳
- 永橋卓介[2]訳『金枝篇』岩波文庫 全5巻、1951-1952年[3]、改版1966-67年。簡約版での訳
- 神成利男訳『金枝篇－呪術と宗教の研究』石塚正英監修、国書刊行会

第3版・13巻本を完訳（全10巻・別巻、2004年から順次刊行、2017年に第7巻を、2023年に第8巻を刊行)
- 吉川信訳『初版 金枝篇』ちくま学芸文庫（上下）2003年 - 電子書籍で再刊、2016年
- 吉岡晶子訳『図説 金枝篇』東京書籍 1994年。講談社学術文庫（上下）2011年

サビーヌ・マコーマックが第3版を要約し、挿絵図版を多く収録。

## 関連書籍
- 山田仁史「金の枝を手折りて - フレイザーが遺したもの」
  - 『印度学宗教学会 論集34号 213−237頁、2007年
- 富士川義之『英国の世紀末』新書館、1999年
  - 第一章「黄金の枝」を中心に、世紀末文学の視点で読む。